# Confesión de fe

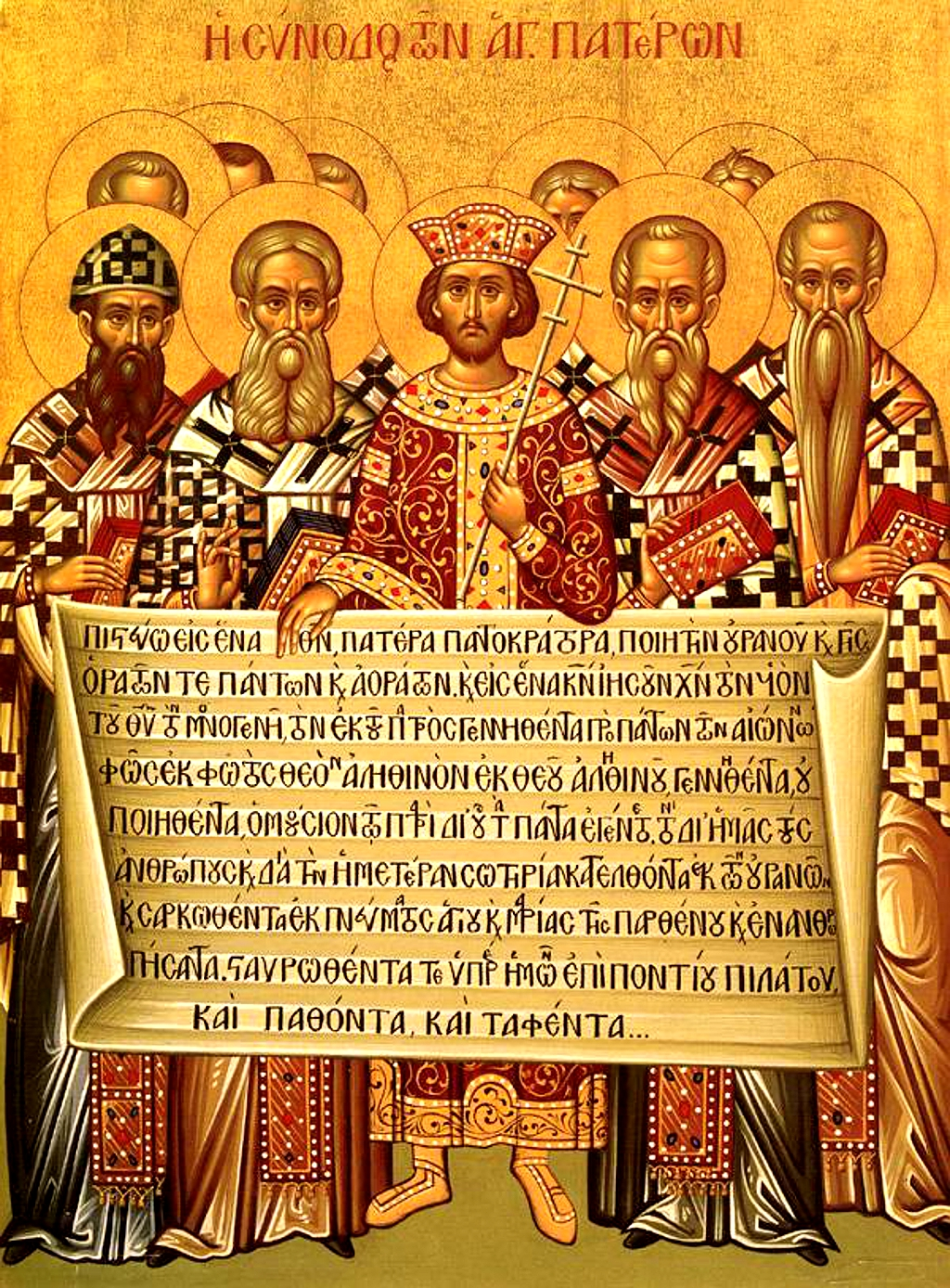
Concilio de Nicea (325) representado en un icono. El texto mostrado forma parte del “Credo de Nicea-Constantinopla” en su forma litúrgica griega, basado en el texto adoptado en el Primer Concilio de Constantinopla (381), 56 años después del Concilio de Nicea.

Una confesión de fe es una declaración de las creencias compartidas de una comunidad religiosa en forma de una fórmula fija que resume los principios doctrinales.

## Judaísmo
En judaísmo, están los Trece principios de fe.

## Cristianismo
La primera confesión de fe oficial establecida dentro del cristianismo fue el símbolo niceno-constantinopolitano por la Iglesia primitiva en 325 (Concilio de Nicea) y ampliada en 381 (Concilio de Constantinopla). Fue establecido para resumir los fundamentos de la fe cristiana y proteger a los creyentes de falsas doctrinas. Varias denominaciones cristianas del protestantismo y  cristianismo evangélico han publicado confesiones de fe como base para el compañerismo entre iglesias de la misma denominación.

### Excomunión
La excomunión es una práctica de la Biblia para excluir a los miembros que no respetan la confesión de fe de la Iglesia y no quieren arrepentirse. Es practicado por todas las denominaciones cristianas y está destinado a proteger contra las consecuencias de las enseñanzas  heréticas y apostasía.

### Confesiones de fe protestantes
- Confesión de Schleitheim, Anabaptismo, 1527
- Confesión de Augsburgo, Luteranismo, 1530
- Confesión Tetrapolitana, Iglesias Reformadas, 1530
- Confesión de Basilea, Iglesias Reformadas, 1534
- Confesiones helvéticas, Iglesias Reformadas, 1536 y 1564
- Artículos de Esmalcalda, Luteranismo, 1537
- Confesión Escocesa, Calvinismo, 1560
- Confesión Belga, Calvinismo, 1561
- Treinta y nueve artículos, Anglicanismo, 1562
- Fórmula de la Concordia y su epítome, Luteranismo, 1577
- Confesión de Fe Bautista de 1644, Iglesias Bautistas, 1644
- Confesión de Fe de Westminster, Presbiterianismo, 1647
- Declaración de Savoy, Iglesias Congregacionales, 1658
- Confesión Bautista de Fe de 1689, Iglesias Bautistas, 1677/89
- Confesión de Fe Bautista de New Hampshire, Iglesias Bautistas, 1833/53
- Cuadrilátero de Lambeth, Anglicanismo, 1870
- Declaración de las Verdades Fundamentales de las Asambleas de Dios, Pentecostalismo, 1916

## Islam
En Islam, hay Los seis axiomas de la fe.